# Josué 5
Josué 5 es el quinto capítulo del Libro de Josué en la Biblia hebrea o en el Antiguo Testamento de la Biblia cristiana. Según la tradición judía, el libro fue atribuido a Josué, con añadidos de los sumos sacerdotes Eleazar y Fineas, pero los eruditos modernos lo consideran parte de la Historia Deuteronomista, que abarca desde el libros del Deuteronomio hasta 2 Reyes, atribuida a escritores nacionalistas y devotos de Yahvé durante la época del rey reformador de Judea Josías en el siglo VII a. C.. Este capítulo se centra en la circuncisión y la Pascua de los israelitas tras cruzar el río Jordán bajo el liderazgo de Josué, parte de una sección que comprende Josué 1:1-5:12 sobre la entrada en tierra de Canaán, y el encuentro de Josué con el Comandante del ejército del Señor cerca de ellos

## Texto
Este capítulo fue escrito originalmente en Lengua hebrea. Se divide en 15 Versículos.

### Testigos textuales
Algunos de los primeros manuscritos que contienen el texto de este capítulo en hebreo pertenecen a la tradición del Texto Masorético, que incluye el Códice de El Cairo (895), el Códice de Alepo (siglo X) y el Códice Leningradensis (1008). Fragmentos que contienen partes de este capítulo en hebreo fueron encontrados entre los Rollos del Mar Muerto incluyendo 4Q47 (4QJosha; 200-100 AEC) con versículos existentes 1?, 2-7.

Los manuscritos antiguos existentes de una traducción al griego koiné conocida como la Septuaginta (originalmente se hizo en los últimos siglos AEC) incluyen el Codex Vaticanus ('B; {\displaystyle {\mathfrak {G}}}B; siglo IV) y Codex Alexandrinus (A; {\displaystyle {\mathfrak {G}}}A; siglo V). . Fragmentos de la Septuaginta en texto griego que contiene este capítulo se encuentra en manuscritos como Washington Manuscript I (siglo V ), y una versión reducida del texto de la Septuaginta se encuentra en el Rollo de Josué ilustrado.

## Análisis
La narración de la entrada de los israelitas en la tierra de Canaán comprende versículos 1:1 a 5:12 del Libro de Josué y tiene el siguiente esquema:
A. Preparativos para entrar en la Tierra (1:1-18)
B. Rahab y los espías en Jericó (2:1-24)
C. El cruce del Jordán (3:1-4:24)
D. Circuncisión y Pascua (5:1-12)
1. Miedo cananeo (5:1)
2. Circuncisión (5:2-9)
3. La Pascua (5:10-12)
La segunda sección del libro contiene las narraciones de la conquista de la tierra de Canaán por los israelitas, que comprende los Versículos 5:13 a 12:24 y tiene el siguiente esquema:
A. Jericó (5:13-6:27)
1. Josué y el comandante del ejército del Señor (5:13-15)
2. Instrucciones para capturar la ciudad (6:1-5)
3. La obediencia a las instrucciones (6:6-21)
4. La liberación de la familia de Rahab y la destrucción de la ciudad (6:22-25)
5. Maldición y renombre (6:26-27)
B. Acán y Hai (7:1-8:29)
C. Renovación en el monte Ebal (8:30-35)
D. El engaño de los gabaonitas (9:1-27)
E. La Campaña en el Sur (10:1-43)
F. La Campaña en el Norte y Lista Resumida de Reyes (11:1-12:24)

## Circuncisión de la nueva generación (5:1-9)
El tema principal del capítulo 5 es el «comienzo en tierra nueva», ya que el pueblo de Israel entró por fin en la tierra prometida «que mana leche y miel» (Versículo 6), la población masculina se sometió a la circuncisión, luego se celebró oportuna y correctamente la Pascua (cf. Éxodo 12:43-49), seguida del cese del Maná (cf. Éxodo 16:35). La circuncisión estaba muy extendida entre los antiguos semitas, pero para el pueblo de Israel marcaba la relación de alianza con Dios, que se remontaba a Abraham, con la afirmación de que «ningún varón incircunciso puede ser considerado israelita» (Génesis 17:9-14).  también es una condición para estar ritualmente puro para celebrar la Pascua en la nueva tierra, en contraste con el decreto de Dios que prohibía a la generación previamente circuncidada de Egipto pisar la tierra de Canaán (versículos 4, 6; cf. Números 14:22-23; Deuteronomio 1:34-40). El término «por segunda vez» muestra que Josué no inició la práctica en Israel. Con la circuncisión, la «desgracia de Egipto» ha sido 'rodada' (el verbo en hebreo se asemeja al nombre «Gilgal»).

### Versículo 1
Y cuando todos los reyes de los amorreos que estaban al otro lado del Jordán, al occidente, y todos los reyes de los cananeos que estaban junto al mar, oyeron que Jehová había secado las aguas del Jordán delante de los hijos de Israel, hasta que nosotros hubiéramos pasado, su corazón se derritió, y no hubo más espíritu en ellos a causa de los hijos de Israel.
La mención de 'amorreos' y 'cananeos' para los habitantes de la tierra de Canaán sigue a Deuteronomio 1-3, en el que los amorreos se entienden como los habitantes de las partes montañosas (Deuteronomio 1:7, 19, 20; Josué 10:6), mientras que los cananeos están más al oeste, hacia el mar Mediterráneo, por lo que geográficamente visto desde la posición de los israelitas en este momento, los amorreos se mencionan antes que los cananeos.  Anteriormente se registró cómo los corazones de los israelitas 'se derritieron' a causa de los amorreos y los hijos de Anakim (Deuteronomio 1:27-28), y luego se enfrentaron precipitadamente al enemigo sin estar preparados (Deuteronomio 1:41-45), ahora son los amorreos y los cananeos los que tiemblan ante la aproximación de Israel y YHWH.
El Versículo 5:1 comparte el mismo patrón lingüístico que los versículos 9:1; 10:1 y 11:1, cada uno de los cuales introduce una nueva parte de la narración.
En el texto masorético hebreo, este Versículo está marcado como una 'unidad inconexa', entre corchetes con una parashah setumah («marca de porción cerrada») antes y después.

#### Comentarios a los versículos 1-9
La circuncisión fue practicada por los pueblos semitas como un rito de paso hacia la madurez. En el caso de los israelitas, se realizaba al octavo día del nacimiento, con un significado principalmente religioso, representando la pertenencia al pueblo de Dios (ver Gn 17,10-14 y Lv 12,1-4). Este acto era indispensable para participar en la celebración de la Pascua (Ex 12,43-49). En el episodio de Guilgal, se explica que muchos varones nacidos en el desierto no habían sido circuncidados, lo que da lugar a esta práctica colectiva antes de entrar en la tierra prometida. Este momento marca simbólicamente la madurez del pueblo de Israel, tras su peregrinación en el desierto, confirmando su identidad como nación consagrada a Dios después de la Alianza del Sinaí.

## Primera Pascua en la tierra de Canaán (5:10-12)
La primera Pascua en la tierra de Canaán se celebró en Gilgal en la fecha correcta como se ordena en el Libro del Éxodo, aunque aquí los rituales no se registran en detalle (cf. la Fiesta de los Panes sin Levadura que siguió a la Pascua durante siete días, Levítico 23:5-6). Más bien, esta Pascua se asocia con el cese del Maná (cf. Éxodo 16) y la comida de los productos de la tierra. Las 'tortas sin levadura' recuerdan el 'pan sin levadura' que había sido el alimento de la huida apresurada de Egipto (Éxodo 12:15-20; Deuteronomio 16:3), y comer junto con el 'grano reseco' es coherente con un pueblo aún no asentado, pero que ya había empezado a disfrutar de la posesión legítima de la tierra (Deuteronomio 6:10-11).

### Versículo 10
Y acamparon los hijos de Israel en Gilgal, y celebraron la Pascua el día catorce del mes por la tarde en los llanos de Jericó.
- «El día catorce del mes»: La Pascua en la tierra de Canaán en esta fecha exacta en los 41 años del vagabundeo de los israelitas completa el puente con el Éxodo que comenzó con la Pascua en Egipto.[29]

#### Comentario a los versículos 10-12
Después de la circuncisión de los varones, los israelitas celebraron por primera vez la Pascua en la tierra prometida. En esta ocasión, pudieron usar los cereales propios de la región para preparar los panes ácimos. A partir de entonces, dejaron de recibir el maná, el alimento con el que Dios los había sostenido milagrosamente durante su travesía por el desierto. Este cambio refleja que, aunque Dios proveyó de forma extraordinaria cuando era necesario, al ingresar en la tierra prometida el pueblo debía asumir la responsabilidad de su sustento a través del trabajo agrícola. De esta manera, el auxilio divino dio paso al esfuerzo humano, marcando un nuevo comienzo en su relación con la tierra que Dios les había concedido.

## Comandante del ejército del Señor (5:13-15)
.

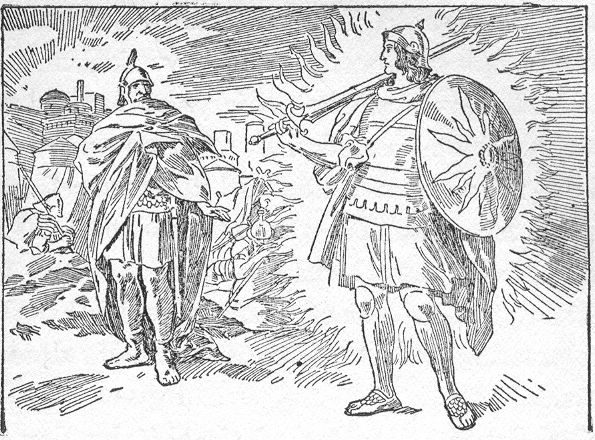
«Josué ve a un hombre junto a Jericó» (Josué 5:13), de «Los muchachos de la Biblia», por Hartwell James, 1905

La narración del encuentro de Josué con el «comandante del ejército de Yahveh» cerca de Jericó marca el comienzo de la guerra de conquista. Josué ve y presume que este hombre no es un israelita (de ahí la pregunta «¿Estás con nosotros o con nuestros enemigos?»). En efecto, este comandante parece ser un 'ángel (o mensajero) de Yahveh', que representa la presencia del propio YHWH (cf. Jueces 6:14; 13:20-22), a veces en función militar (Números 22:23; 2 Samuel 24:16-17; 2 Reyes 19:35) o en otras ocasiones en comisión, como con Gedeón (Jueces 6:11-12); ambos están presentes aquí (cf. el encuentro de Moisés con el ángel de Yahveh). El encuentro de Moisés con el ángel de YHWH en la «zarza ardiente»; Éxodo 3:2, 4-6). Josué evidentemente se dio cuenta del papel militar del ángel (Versículo 13) y de la representación de Dios cuando se inclinó para adorar a esta figura, experimentando un encargo directo de Dios, como el de Moisés, al comienzo de la verdadera prueba de su liderazgo.

### Versículo 14
Y él dijo: «No; pero yo soy el comandante del ejército del Señor. Ahora he venido.
Entonces Josué, postrándose sobre su rostro en tierra, le adoró y le dijo: «¿Qué dice mi señor a su siervo?»
- «Adoró»: o «rindió homenaje».[33]

La escueta respuesta «No» del comandante deja claro que Israel necesita unirse a la batalla de Dios en lugar de que Dios se una a ellos, e indica que es posible que Israel de alguna manera no se una a Dios en las batallas.

#### Comentario a los versículos 13-15
La aparición de un enviado del Señor a Josué confirma la continuidad de su misión con la de Moisés. La instrucción de quitarse las sandalias, debido a la santidad del lugar, es un claro paralelismo con lo que Moisés experimentó frente a la zarza ardiente (Ex 3,5). Al igual que la manifestación divina a Moisés marcó el inicio de su misión, esta visión ocurre justo cuando Josué está por comenzar la conquista de la tierra prometida. Este evento subraya que la tarea de Josué forma parte del plan divino de guiar al pueblo hacia la herencia prometida a sus antepasados.